# Impressions (Higdon)

Impressions est une œuvre de musique de chambre pour quatuor à cordes de la compositrice américaine Jennifer Higdon écrite en 2003.

## Contexte et création
Jennifer Higdon compose Impressions en 2003 en réponse au mouvement impressionniste, tant en musique avec Claude Debussy et Maurice Ravel qu'en peinture avec Claude Monet et Georges Seurat. Le quatuor est d'ailleurs en quatre mouvements, tout comme le sont celui de Claude Debussy et celui de Maurice Ravel. L'œuvre est une commande du Cypress String Quartet.

## Structure
Le quatuor est en quatre mouvements :
1. Bright Palette
2. Quiet Art
3. To the Point
4. Noted Canvas

## Analyse

### Bright Palette
Le premier mouvement se réfère autant à la brillance du langage harmonique des compositeurs comme Debussy et Ravel, mais aussi à la luminosité des peintures de cette époque, où la lumière et les couleurs vives prédominaient.

### Quiet Art
Le deuxième mouvement se réfère à la solitude du travail de l'artiste, mais aussi à sa passion et son perfectionnisme dans son travail.

### To the Point
Le troisième mouvement est une réponse directe au second mouvement des quatuors de Debussy et de Ravel, où l'on sent l'influence du gamelan indonésien qu'ils ont découvert pour la première fois à l'Exposition universelle de 1889.

### Noted Canvas
Enfin, le quatrième mouvement est un portrait musical où le chromatisme dépeint l'intensité du quatrième mouvement du quatuor en fa majeur de Maurice Ravel. Tout comme Debussy et Ravel, la compositrice réutilise le matériau musical des premier et deuxième mouvements.